# Погост (Оршанский район)
Пого́ст (бел. Пагост) — деревня в Задровьевском сельсовете Оршанского района Витебской области Белоруссии. Население — 53 человека (2019).

## География и климат
Деревня находится на правом берегу реки Адров, на западе Оршанского района в 16 км к западу от Орши. Рядом (в 1,5 км на юг) станция Солнечный железная дорога Орша-Минск. В 4,5 к северу от деревни проходит крупное автомобильное шоссе М1.
Ближайшие населённые пункты: деревни Зайцево, Погостик, Железняки, Ломачино, дачный посёлок Солнечный, посёлок Задровье.
Окрестности Погоста очень живописны благодаря просторным полям и виднеющимся лесам на горизонте, а также довольно крутым холмам, расположенным за рекой. Лето здесь обычно жаркое и засушливое, при особенно сильном солнцепёке растения подсыхают, приобретая желтоватый оттенок, из-за чего местность больше напоминает лесостепь. Зимой местность покрывается толстым слоем снега, которого иногда бывает настолько много, что местные могут буквально перешагивать заборы собственных участков. Гололёд зимой бывает особенно сильным, затрудняя движение автомобилей и передвижение пешком.

## Флора и фауна
Растительность представлена характерными для данной природной зоны деревьями, травами и кустарниками. Из деревьев здесь широко распространены берёзы — в некоторых местах есть небольшие по площади, но довольно густые берёзовые рощи. Вдоль русла реки произрастают ивы. Также здесь встречаются дуб, липа, ясень, осина, клён. За рекой растут также сосны, реже — ели. Из трав здесь чаще всего встречается люпин и золотарник, местами — ромашка. Поля в зависимости от года засеваются кукурузой, злаковыми культурами, иногда льном.
Животный мир разнообразен. Возле реки обитают бобры, иногда можно встретить куропаток. В рощах встречаются косули, лисы, зайцы, кабаны. В окрестных лесах водятся волки. Местная фауна страдает от браконьеров.

## Этимология
Пого́ст — др.-рус. производное от «погостити», то есть «побывать в гостях», преф. образования от гостити («гостить», от «гость»). Первоначально под «погостом» понималось «подворье, заезжий, постоялый двор на отшибе либо на дороге, место торга, куда съезжались купцы». С XVIII века «погост» имеет значение «сельская церковь с кладбищем, принадлежащим ей земельным участком и домом причта, расположенная в стороне от поселения». В пользу этого говорит тот факт, что на карте Фёдора Фёдоровича Шуберта, именуемой «трёхверстовкой», созданной в середине XIX века, уже есть Погост, в западной части которого расположена отдельно стоящая усадьба с церковью.

## Галерея

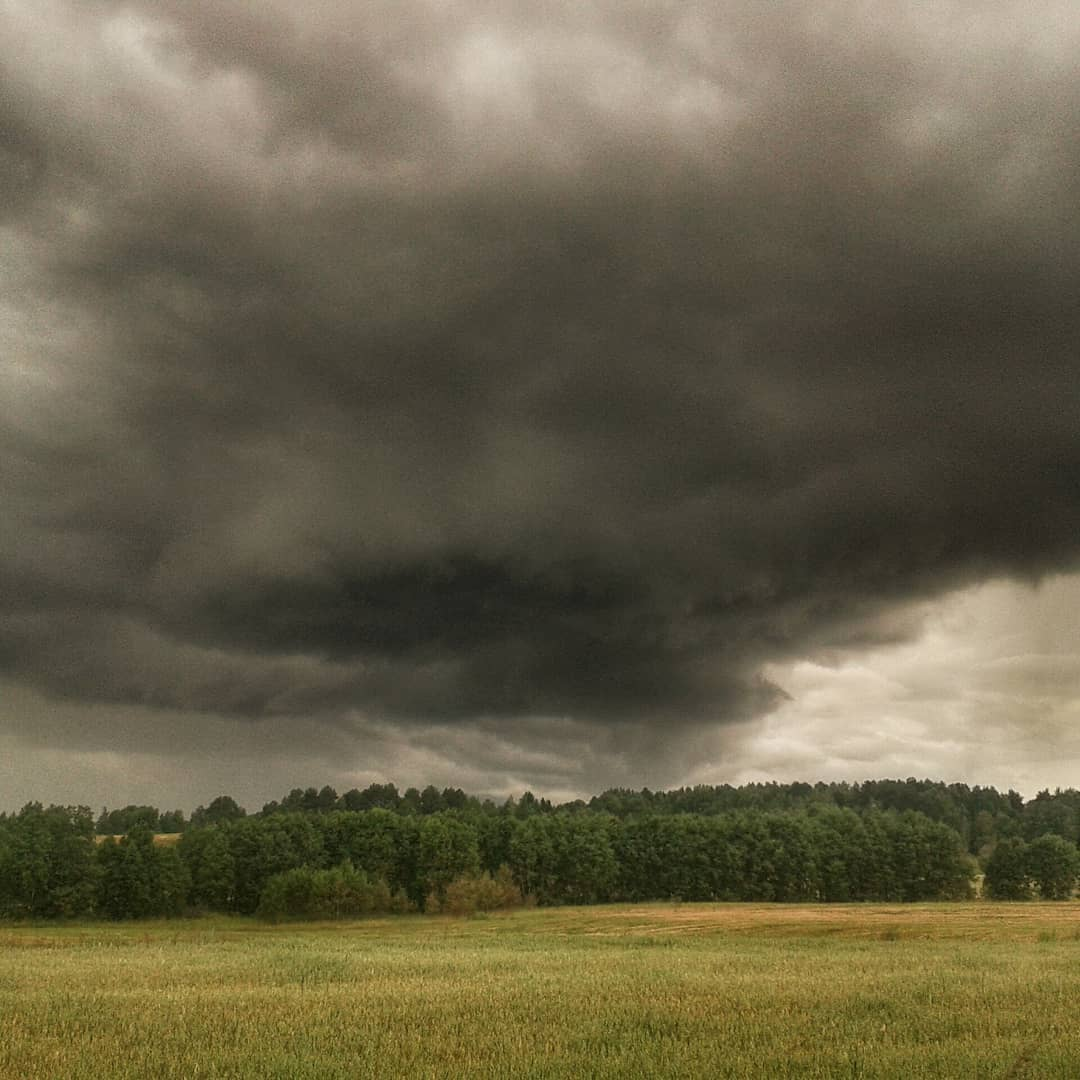
Тучи над Погостом
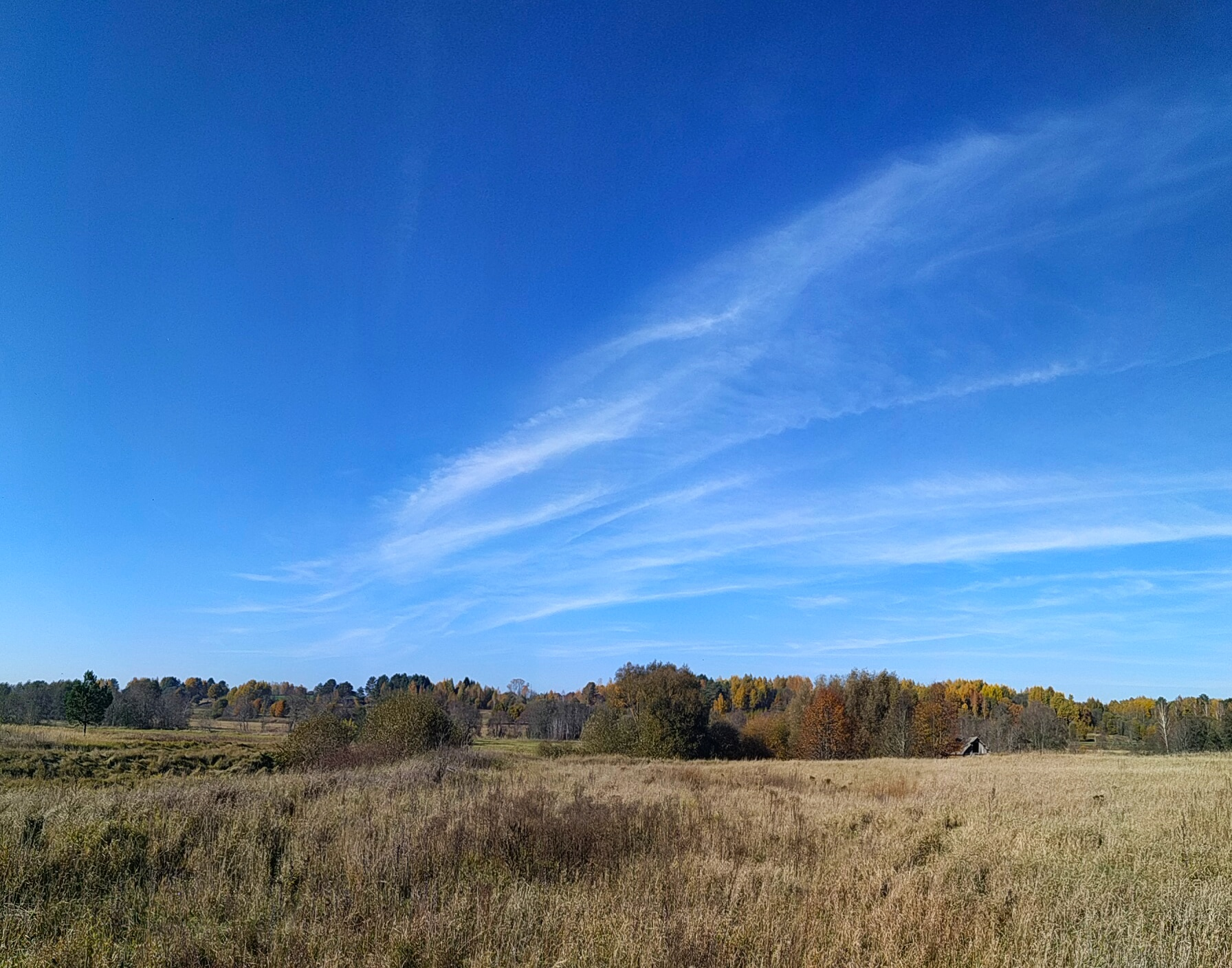
Окрестности Погоста. Ранняя осень.
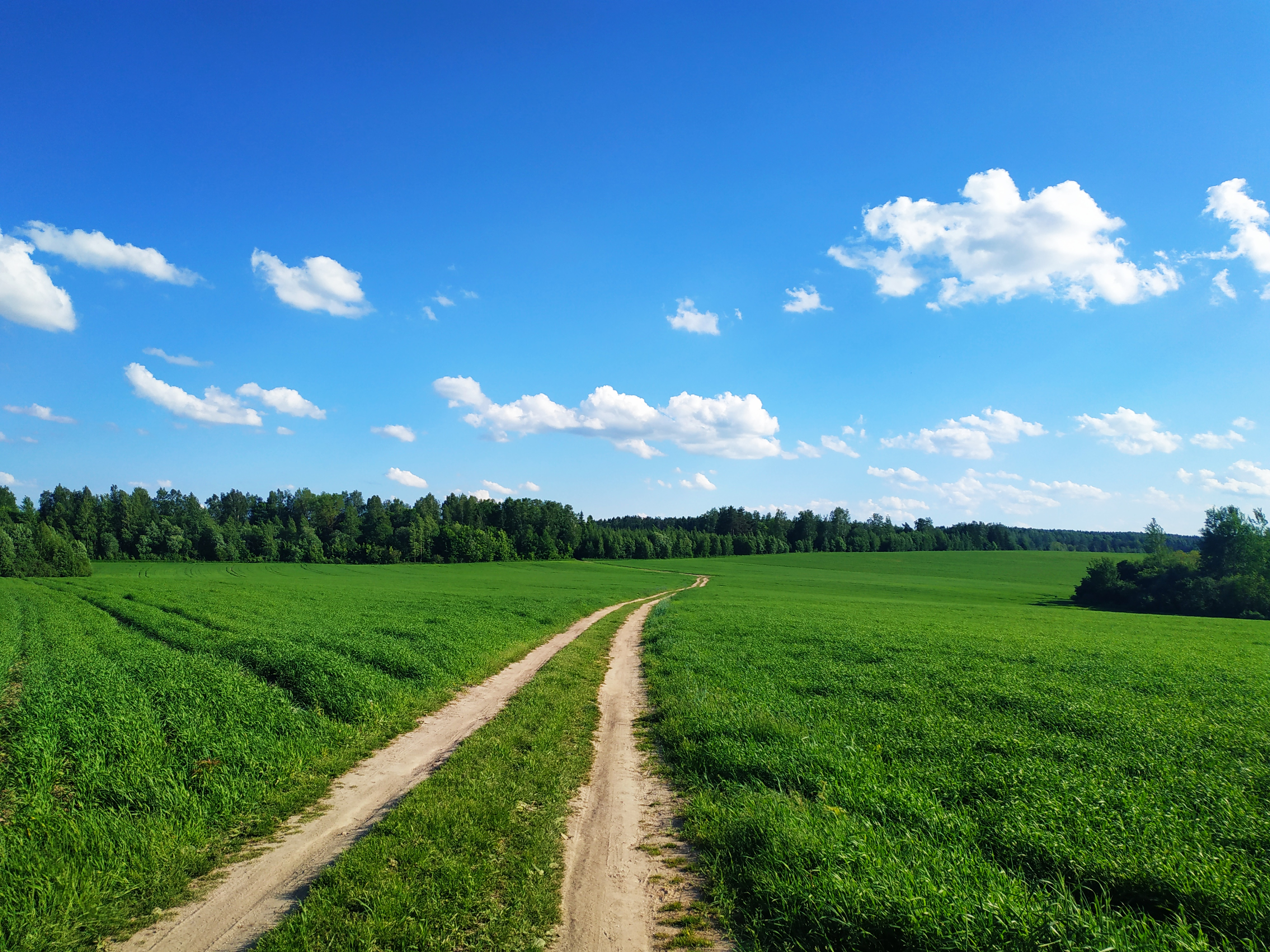
Дорога, ведущая на станцию Солнечный.
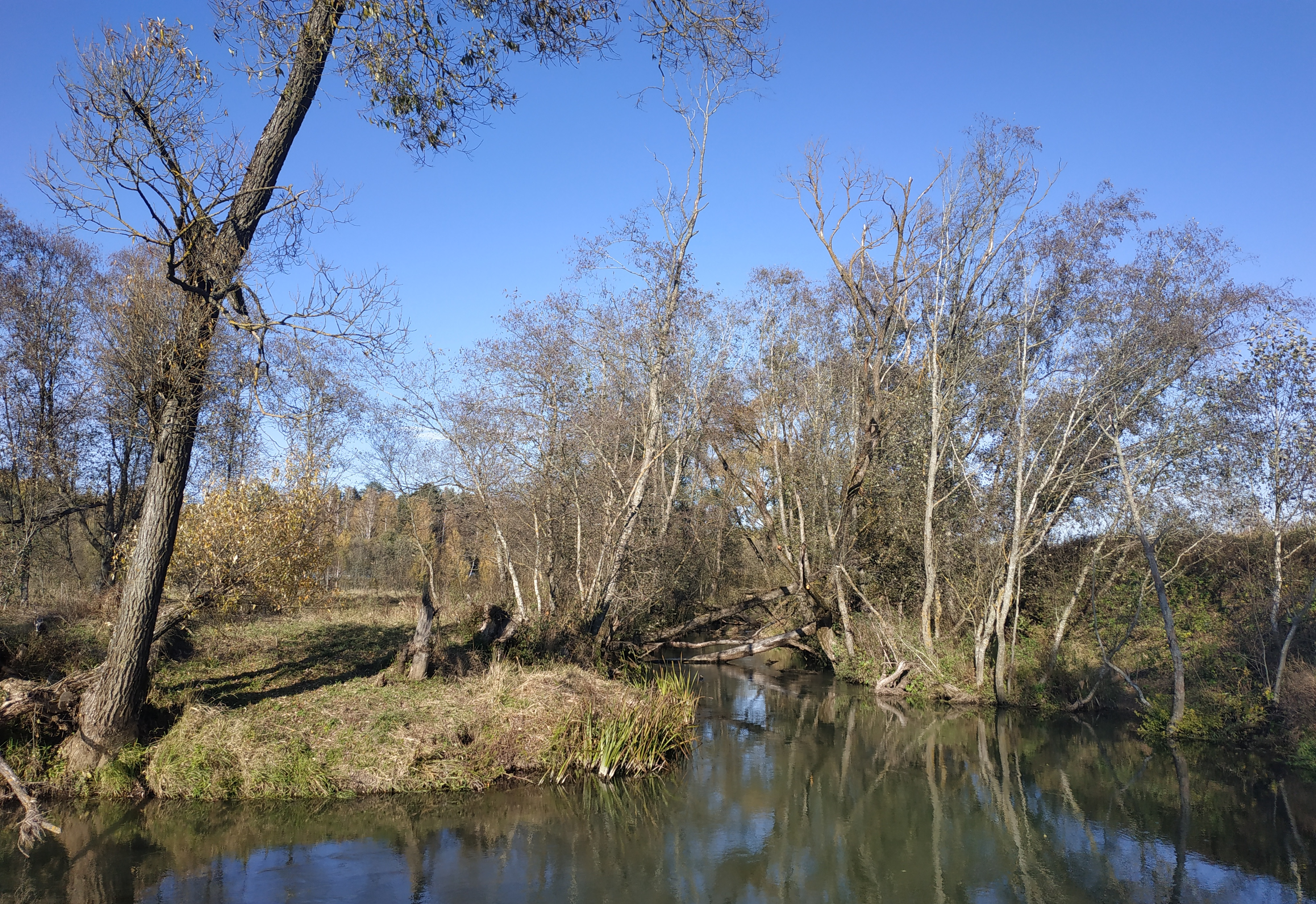
Река Адров в окрестностях Погоста.
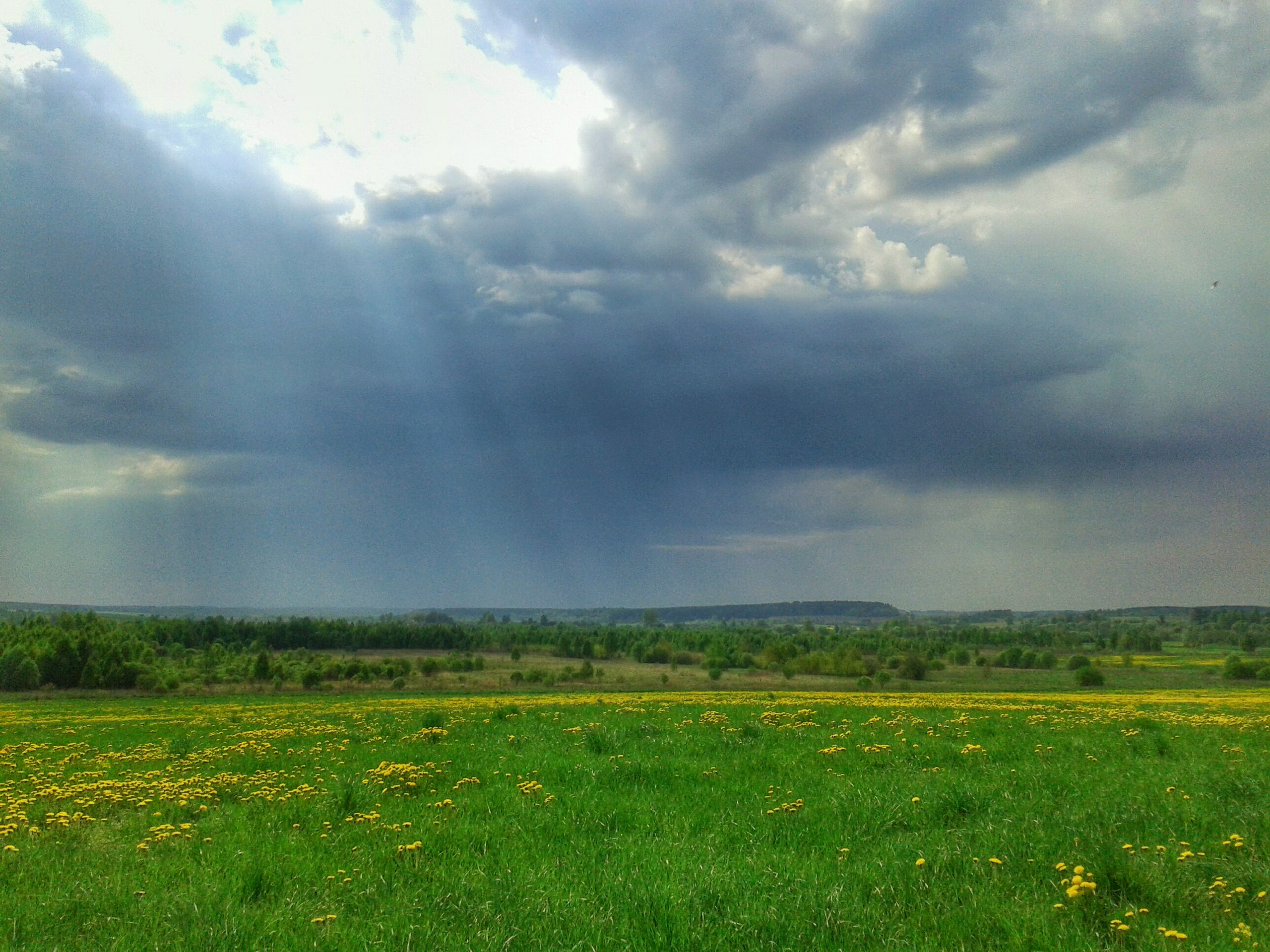
Пейзаж окрестностей Погоста